# Лешненский повет
Лешненский повет (пол. Powiat leszczyński) — повет (район) в Польше, входит как административная единица в Великопольское воеводство. Центр повета — город Лешно (в состав повета не входит). Занимает площадь 804,65 км². Население — 54 767 человек (на 31 декабря 2015 года).

## Административное деление
- города: Осечна, Рыдзына
- городско-сельские гмины: Гмина Осечна, Гмина Рыдзына
- сельские гмины: Гмина Кшеменево, Гмина Липно, Гмина Свенцехова, Гмина Виево, Гмина Влошаковице

## Демография
Население повета дано на 31 декабря 2015 года.
| Перепись            | Всего | Мужчины | Женщины |
| ------------------- | ----- | ------- | ------- |
| Всего               | 54767 | 27353   | 27414   |
| Городское население | 5026  | 2430    | 2596    |
| Сельское население  | 49741 | 24923   | 24818   |